# Epidendrum cnemidophorum
Epidendrum cnemidophorum är en orkidéart som beskrevs av John Lindley. Epidendrum cnemidophorum ingår i släktet Epidendrum och familjen orkidéer. Inga underarter finns listade i Catalogue of Life.